# Culiseta atlantica
Culiseta atlantica är en tvåvingeart som först beskrevs av Edwards 1932.  Culiseta atlantica ingår i släktet Culiseta och familjen stickmyggor. Inga underarter finns listade i Catalogue of Life.